# Levende musik - Carl Nielsen og hans tid
Levende musik - Carl Nielsen og hans tid er en portrætfilm instrueret af Erik Frohn Nielsen efter eget manuskript.

## Handling
Portrættet af komponisten Carl Nielsen sættes i relief ved en ikonografisk og musikalsk skildring af den omvæltende udvikling, der skete i Europa i hans levetid, som synes at gå sporløst hen over ham. Først hans femte symfoni viser et følelsesmæssigt engagement i samtiden. Danmarks Radios symfoniorkester og Københavns Drengekor under ledelse af Mogens Wöldike medvirker i filmens optagelser af Hymnus amoris og den femte symfoni. Filmen er produceret i samarbejde med Danmarks Radio og havde premiere i det danske fjernsyn d. 8. juni 1965, dagen før Carl Nielsens 100-årsdag, i en 45 minutters udgave, som siden er blevet forkortet til 37 min.